# Daddy’s Gone
Daddy’s Gone – singel Glasvegas z ich debiutanckiego albumu. Został wydany 5 listopada 2007 roku w formie download i 7". Dotarł do 12 miejsca na liście Top 200 UK Singles Chart.

## Lista utworów
Wszystkie utwory napisał i skomponował Allan, wyjątki oznaczono.

### Wydanie oryginalne (2007)
7" vinyl (SAN001); download; CDR promo
1. „Daddy’s Gone” – 4:08
2. „Flowers & Football Tops” – 5:38

### Wznowienie (2008)
Promo CD (GOWOW006)
1. „Daddy’s Gone” (Clean Radio Edit) – 3:41
2. „Daddy’s Gone” (Radio Edit) – 3:41
3. „Daddy’s Gone” (Album Version) – 4:25
4. „Daddy’s Gone” (Instrumental) – 4:25

CD (GOWOW007)
1. „Daddy’s Gone” – 4:25
2. „A Little Thing Called 'Fear'” – 3:43

7" #1 (GOWOW008)
- Limited numbered edition red-colored vinyl.

1. „Daddy’s Gone” – 4:25
2. „A Little Thing Called 'Fear'” – 3:43

7" #2 (GOWOW009)
1. „Daddy’s Gone” – 4:25
2. „Come as You Are” (Kurt Cobain) – 3:22

Download EP
1. „Daddy’s Gone” – 4:25
2. „A Little Thing Called 'Fear'” – 3:43
3. „Come as You Are” – 3:22
4. „Daddy’s Gone” (Live Acoustic Version) – 4:17

## W popkulturze
Daddy’s Gone znalazł się w 19 epizodzie 2 sezonu serialu Chuck.

## Twórcy
- James Allan – gitara elektryczna, wokal, producent
- Rab Allan – gitara elektryczna
- Paul Donoghue – gitara basowa
- Caroline McKay – perkusja
- Kevin Burleigh – inżynier dźwięku